# Ковальчук, Сергей Петрович
Серге́й Петро́вич Ковальчу́к (бел. Сяргей Пятровіч Кавальчук; род. 16 декабря 1973, Брест) — белорусский футболист и тренер, спортивный функционер.

## Карьера игрока
Воспитанник брестской СДЮШОР-5, игрок клубов «Импульс», «Брестбытхим», «Кобрин», «Динамо-Брест».

## Карьера тренера
После завершения карьеры игрока — на различных тренерских и управляющих должностях: тренер дублирующего состава в 2005—07 годах, ассистент главного тренера в 2008—2009 годах. С 2011 года по 9 июля 2012 — главный тренер клуба «Динамо-Брест». В 2012—2013 — возвращается к должности главного тренера дублирующего состава, с сентября 2013 по декабрь 2016 — снова главный тренер основной команды. С начала 2017 года — в должности спортивного директора клуба. В 2018 году, в период между увольнением Радослава Латала и приходом Алексея Шпилевского (май-июнь), был исполняющим обязанности главного тренера «Динамо-Брест». После прихода на должность главного тренера Шпилевского Ковальчук вернулся на должность спортивного директора, пробыв на этой должности до конца 2019 года. 31 декабря 2019 года был снова, в 4-й раз, представлен в качестве главного тренера команды, после того, как с предыдущим тренером, Марцелом Личкой, контракт продлён не был. В мае 2022 года покинул пост главного тренера брестского клуба.
В августе 2025 года назначен директором СДЮШОР «Динамо-Брест». До того курировал молодежный футбол внутри клуба.

## Личная жизнь
Выпускник Брестского государственного университета имени Пушкина, мастер спорта. Есть два сына — Максим и Илья.

## Достижения
«Динамо-Брест»
- Обладатель Кубка Белоруссии: 2017/18
- Обладатель Суперкубка Белоруссии: 2020